# Voluntarii Români din America (Primul Război Mondial)

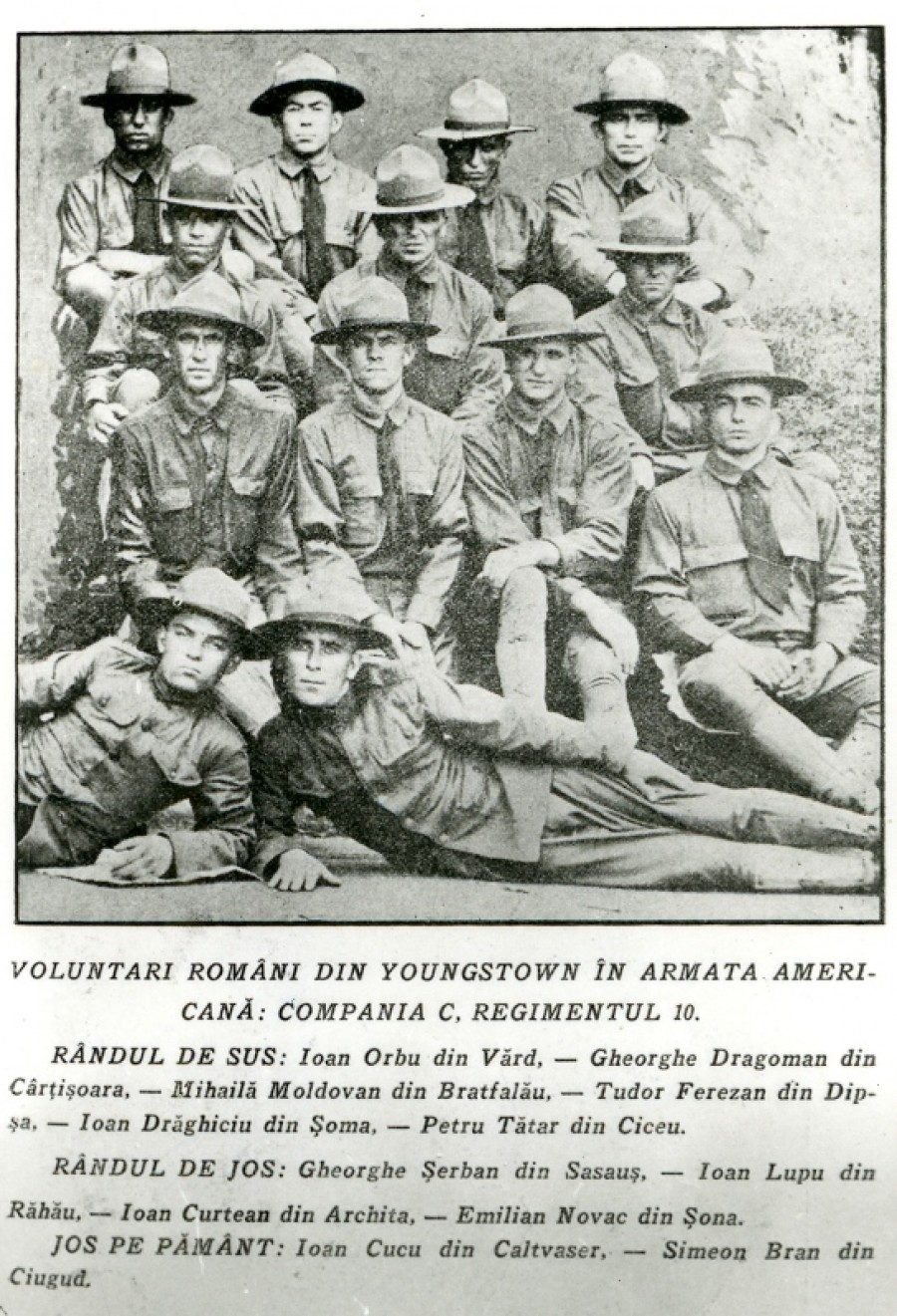
Voluntari români din Youngstown în armata americană

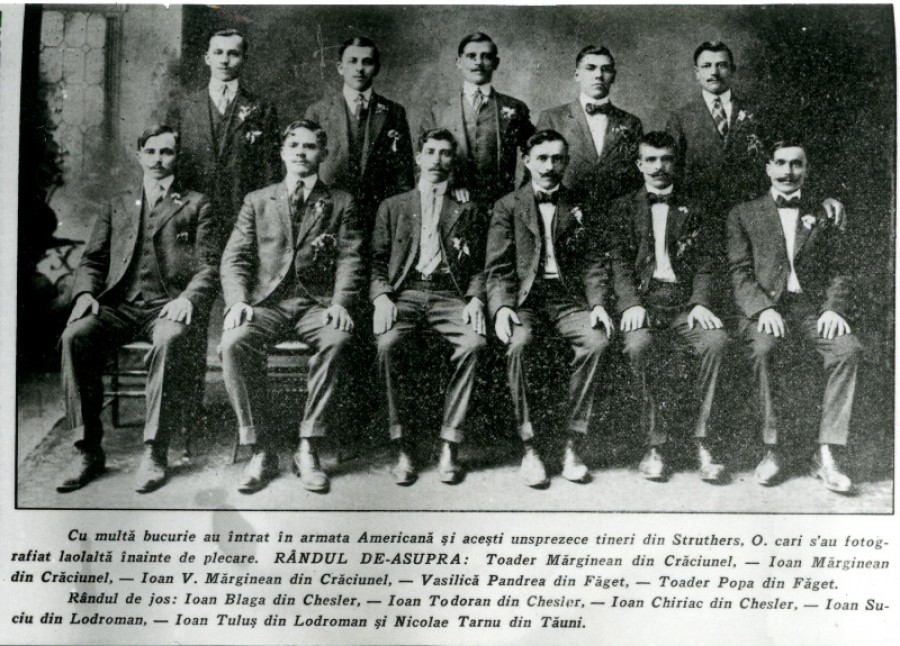
Voluntari români din Struthers în armata americană

Voluntarii Români din America au fost, în timpul Primului Război Mondial, un grup de români emigranți din Statele Unite ale Americii care s-au înrolat pentru a lupta împotriva Puterilor Centrale.
Începând cu luna aprilie 1917, a existat un efort diplomatic susținut de statul român prin intermediul unei misiuni pe teritoriul american, de înființare a unei unități militare cu specific etnic românesc. Eforturile au fost continuate și în 1918, dar acordul politic al administrației Statelor Unite a fost dat cu foarte puțin timp înainte de încheierea luptelor de pe Frontul de Vest, ceea ce a făcut inițiativa să devină inoperantă.
Deși fără succesul scontat, activitatea misiunii a reușit însă să intensifice înrolările românilor în armatele Statelor Unite și Canadei și să contribuie la întărirea poziților politice ale României după război.

## Demersuri pentru înființarea unei unități militare cu specific național

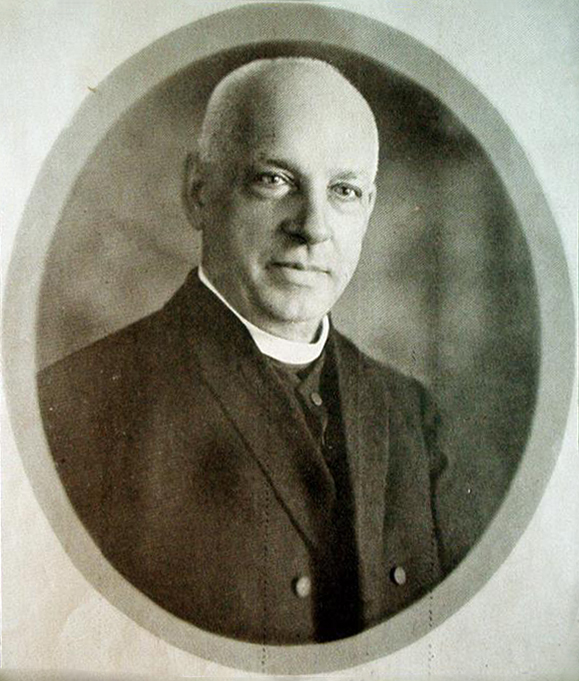
„Leul din Șișești”, preotul Vasile Lucaciu

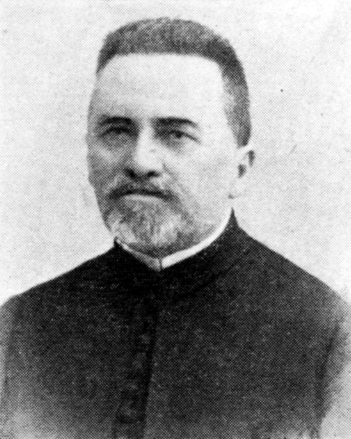
Preotul Ioan Moţa

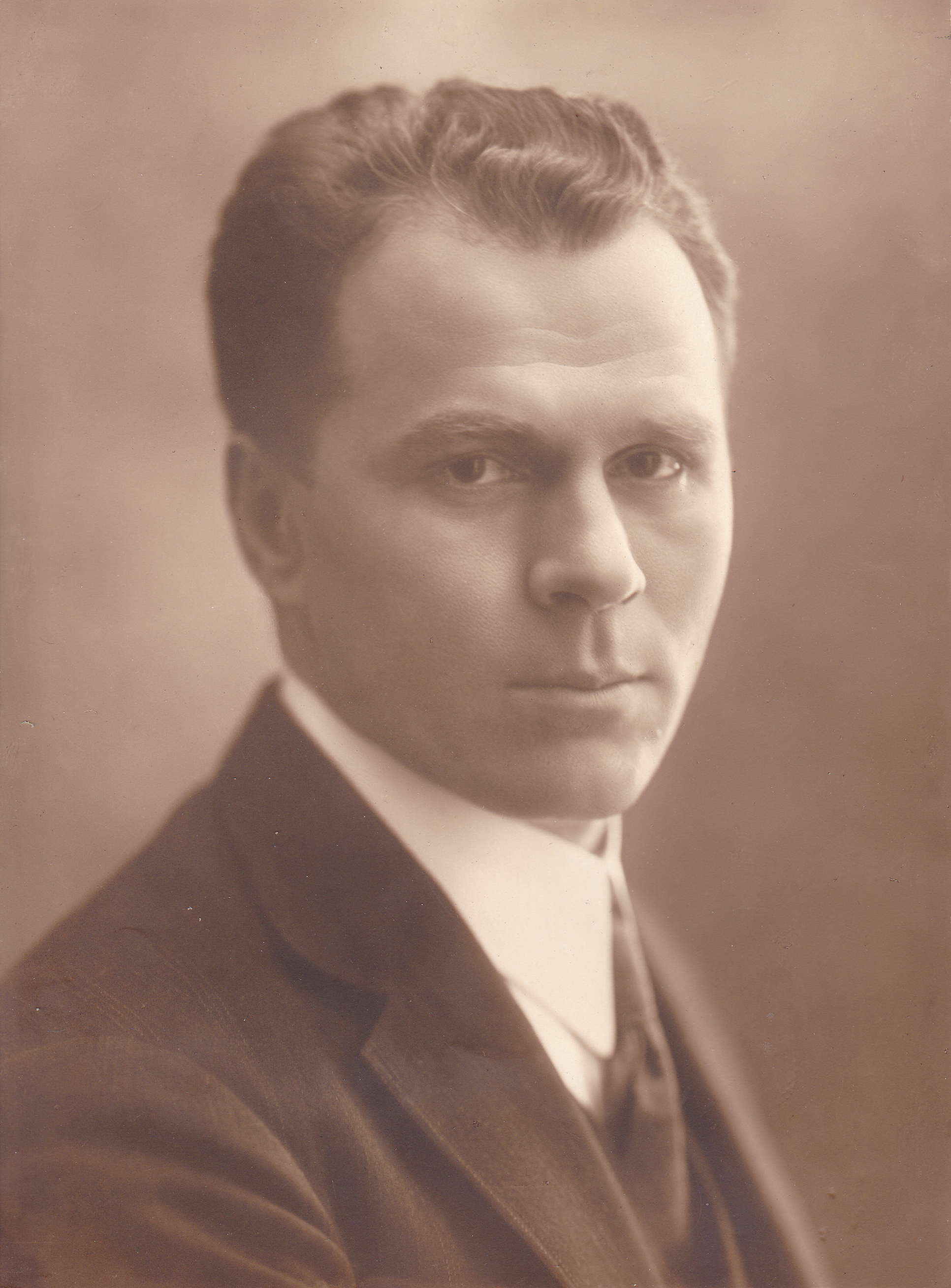
Diplomatul Vasile Stoica

Într-un context în care liderii mișcării naționale românești din Transilvania au militat încă de la intrarea României în război pentru înființarea unei unități cu specific național român pe teritoriul american, în luna aprilie 1917 o delegație numită “Misiunea Patriotică Română” și formată din preoții Vasile Lucaciu, Ioan Moța precum și din locotenentul (mai târziu diplomat) Vasile Stoica, a fost trimisă din ordinul Marelui Cartier General al Armatei Române în Statele Unite ale Americii. Printre scopurile acesteia a fost și acela de a încerca să convingă autoritățile americane de necesitatea înființării unei astfel de unități de voluntari români, unitate care ar fi urmat să lupte pe frontul francez.. Din punct de vedere politic, ideea acestei Legiuni a fost un răspuns la propaganda Puterilor Centrale, care au declarat în America că transilvănenii nu doresc unirea cu România și se simt bine în componența statului ungar. Din păcate eforturile celor 3 au fost limitate de faptul că doar Stoica știa limba engleză, astfel că ceilalți și-au putut pleda cauza doar în fața comunităților de români.
Planul concret de creare a unei unități românești în Statele Unite prezentat de Misiunea română ministrului de război Newton Baker, a cuprins următoarele: alcătuirea cu etnici români voluntari din Ardeal, Banat și Bucovina care nu sunt cetățeni americani a unei unități cu numele de „Batalionul românesc” sau „Brigada Românească” (în raport cu dimensiunea unității). Corpul ofițeresc ar fi urmat să fie american, sau – în funcție de dorința autorităților, ardelenesc, iar subofițerii ar fi urmat să fie români. Limba de comandă ar fi urmat să fie engleza. O propunere similară a fost prezentată și ambasadorului Franței la Washington, Jules Jusserand, din partea căruia însă nu a venit un răspuns favorabil. Atitudinea autorităților franceze a fost ambiguă în ceea ce privește sprijinul acordat demersului românesc în America. În pofida efortului unor diplomați francezi de a sprijini această cauză, poziția guvernului francez a fost aceea de a rezerva tonajul vaselor americane de transport pentru trupe americane.
Eforturile delegației de a obține înființarea a unei unități militare românești au eșuat, dar au reușit în schimb să intensifice înrolările românilor în Armata Statelor Unite ale Americii. O parte dintre doritori, au trecut granița în Canada și s-au înrolat în trupele canadiene, sub drapel britanic. Totalul voluntarilor români din SUA care a ajuns până la urmă să lupte pe pământ francez a fost de 3.200-3.500 (5.000 după altă sursă).
Prin discursurile sale, preotul Vasile Lucaciu a determinat un număr semnificativ de români să se înroleze în armata americană. În 1918 un grup de tineri români ardeleni împreună cu protopopul Ioan Podea din Youngstown, Ohio (centru industrial cu o importantă colonie românescă), au reușit să formeze o unitate militară de dimensiunea unei companii, devenită mai târziu Bateria 112 mortiere și formată numai din voluntari români pentru Armata Română.

## Acordul politic
Refuzând propunerea de creare a unei unități cu specific național românesc, autoritățile americane au prezentat argumentul creării unei armate unitare, care să sporească eforturile de asimilare a imigranților într-o mare națiune americană. În calcul însă au fost luate atât evitarea creării unui precedent care ar fi putut fi urmat și de alte naționalități, cât și politica Antantei, care dorea la acel moment alimentarea nemulțumirilor naționalităților din Austro-Ungaria cu scopul de a exercita presiuni asupra ei, dar fară a o dezmembra, astfel încât să o poată desprinde de Imperiul German.
În perioada iulie-octombrie 1918, eforturile pentru crearea unei unități militare formată din voluntari transilvăneni au fost reluate. Mult prea târziu, într-un moment în care înfrângerea Austro-Ungariei a fost totală și dezmembrarea acesteia inevitabilă, pe 6 noiembrie președintele Woodrow Wilson printr-o telegramă își dădea acordul pentru aceasta,dar câteva zile mai târziu, pe 11 noiembrie s-a semnat Armistițiul de la Compiègne dintre Imperiul German și puterile Antantei, care a pus capăt Primului Război Mondial pe frontul de vest.

## Epilog
În mai 1919 o nouă propunere din partea delegatului Vasile Stoica a avut în vedere folosirea celor 10-15.000 de voluntari români gata de mobilizare, împotriva bolșevismului rus, maghiar, ucrainean și bulgar. Nici acest proiect nu s-a finalizat.
Deși fără un succes concret, demersurile duse pentru înființarea unei legiuni românești alăturate activității duse pentru susținerea unității naționale a românilor, au contribuit la întărirea poziților politice ale României după război.

## Referințe

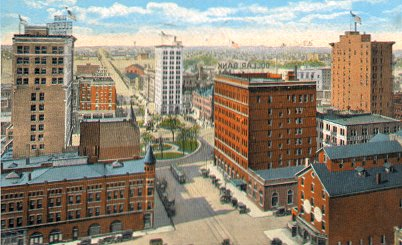
Youngstown, Ohio (oraș cu o importantă colonie românescă) - în perioada celui de-al doilea deceniu al secolului al XX-lea: Piața centrală și viaductul, văzute dinspre sud